# Yoannis Lahzi Gaid
Yoannis Lahzi Gaid (ur. w 1975 w Kairze) – egipski duchowny katolickiego Kościoła obrządku koptyjskiego, prałat honorowy Jego Świątobliwości, były osobisty sekretarz papieża Franciszka.

## Życiorys
Święcenia kapłańskie otrzymał w koptyjskim katolickim patriarchacie Aleksandrii.
Studiował prawo kanoniczne oraz doktoryzował się z prawa Kościołów wschodnich na Papieskiej Akademii Kościelnej. W 2007 rozpoczął służbę w dyplomacji watykańskiej pracując kolejno jako sekretarz nuncjatur: w Kongo i Gabonie (2007-2010) oraz w Iraku i Jordanii (2010-2011). W 2011 został pracownikiem sekcji I Sekretariatu Stanu Stolicy Apostolskiej.
19 kwietnia 2014, po nominacji Alfreda Xuereba na sekretarza rady ds. ekonomicznych oraz promocji Fabiàna Pedacchio na pierwszego sekretarza papieża Franciszka, został wybrany w jego miejsce drugim - osobistym sekretarzem papieskim.
Od końca pontyfikatu Benedykta XVI Yoannis Lahzi był „głosem arabskim” papieża podczas środowych audiencji ogólnych. Przygotował arabskie wydanie Kodeksu Kanonów Kościołów Wschodnich. Redagował stronę internetową Kościoła obrządku koptyjskiego. Jest członkiem Wysokiego Komitetu ds. Międzyludzkiego Braterstwa, powstałego po historycznej deklaracji podpisanej w Abu Zabi przez Franciszka i wielkiego imama Al-Azharu. Od 2008 pracował jednocześnie duszpastersko w jednej z parafii na peryferiach Rzymu.
Prałat Yoannis Lahzi Gaid biegle włada językiem arabskim, angielskim, francuskim i włoskim.